# NGC 3631
NGC 3631 é uma galáxia espiral (Sc) localizada na direcção da constelação de Ursa Major. Possui uma declinação de +53° 10' 11" e uma ascensão recta de 11 horas, 21 minutos e 02,7 segundos.
A galáxia NGC 3631 foi descoberta em 14 de Abril de 1789 por William Herschel.